# 3 Dywizja Piechoty (Cesarstwo Niemieckie)

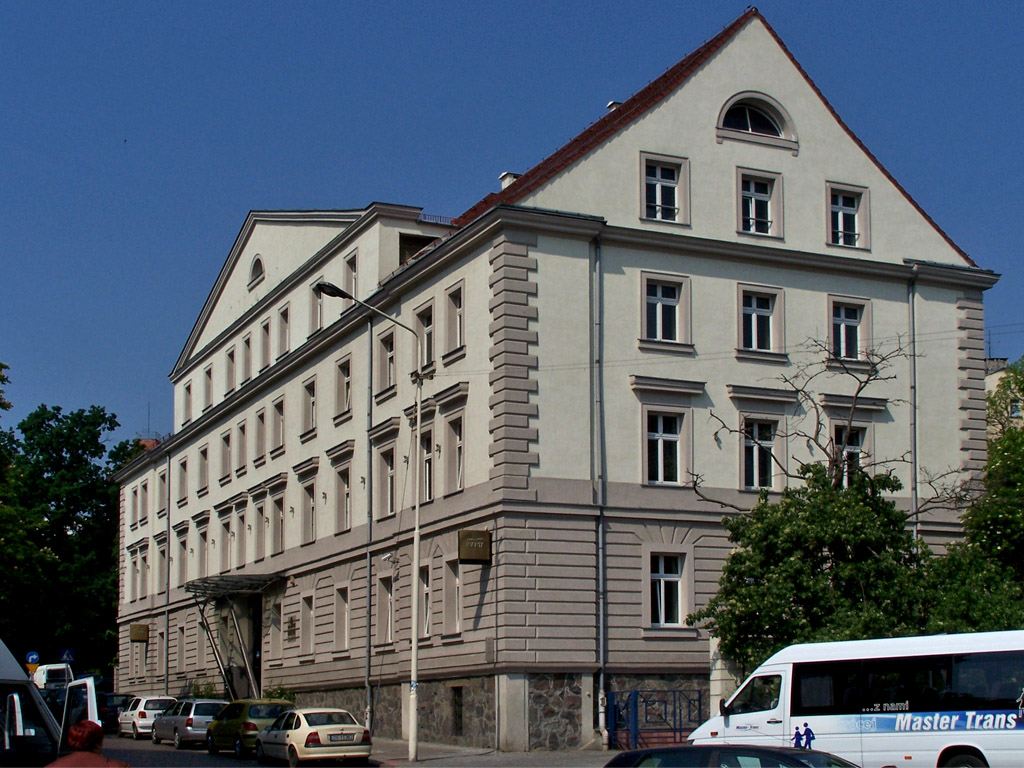
Koszary Bramy Ślimaczej
w Szczecinie

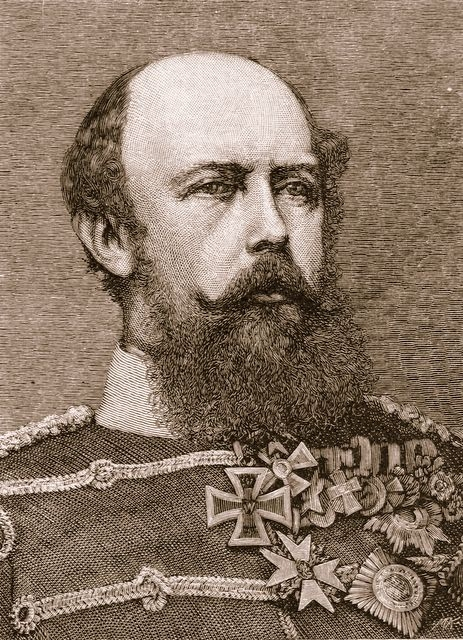
Friedrich Karl von Preußen, jeden z dowódców 3 Dywizji

3 Dywizja (niem. 3. Division (Deutsches Kaiserreich)) – niemiecki związek taktyczny okresu Cesarstwa Niemieckiego, stacjonujący w Szczecinie (Stettin).
Dywizja istniała w latach 1818–1919, od 2 sierpnia 1914 pod nazwą: 3 Dywizja Piechoty (3. Infanterie-Division (Deutsches Kaiserrreich)). Wchodziła w skład II Korpusu Armijnego, a jej jednym z dowódców był Friedrich Karl von Preußen.

## Skład dywizji
2 sierpnia 1914
- 5 Brygada Piechoty (5. Infanterie-Brigade) – w Szczecinie 
  - 2 Pułk Grenadierów im. Króla Fryderyka Wilhelma IV (1 Pomorski) (Grenadier-Regiment König Friedrich Wilhelm IV. (1. Pommersches) Nr. 2) w Szczecinie
  - 9 Kołobrzeski Pułk Grenadierów im. Hrabiego Gneisenau (2 Pomorski) (Colbergsches Grenadier-Regiment Graf Gneisenau (2. Pommersches) Nr. 9) w Stargardzie (Stargard in Pommern)
  - 54 Pułk Piechoty im. von der Goltza (7 Pomorski) (Infanterie-Regiment von der Goltz (7. Pommersches) Nr. 54) w Kołobrzegu (Kolberg) i Koszalinie (Köslin)
- 6 Brygada Piechoty (6. Infanterie-Brigade) – w Szczecinie
  - 34 Pułk Fizylierów im. Królowej Szwecji Wiktorii (1 Pomorski) (Füsilier-Regiment Königin Viktoria von Schweden (Pommersches) Nr. 34) w Szczecinie  i Świnoujściu (Swinemünde)
  - 42 Pułk Piechoty im. Księcia Moritza von Anhalt-Dessau (5 Pomorski) (Infanterie-Regiment Prinz Moritz von Anhalt-Dessau (5. Pommersches) Nr. 42) w Stralsund i Greifswaldzie
- 3 Brygada Kawalerii (3. Kavallerie-Brigade) – w Szczecinie
  - 2 Królewski Pułk Kirasjerów (Pomorski) (Kürassier-Regiment Königin (Pommersches) Nr. 2) w Pasewalk
  - 9 Pułk Ułanów (2 Pomorski) (2. Pommersches Ulanen-Regiment Nr. 9) – w Demmin
- 3 Brygada Artylerii Polowej (3. Feldartillerie-Brigade) – w Szczecinie
  - 2 Pułk Artylerii Polowej (1 Pomorski) (1. Pommersches Feldartillerie-Regiment Nr. 2)
  - 38 Pułk Artylerii Polowej (Pomorza Przedniego) (Vorpommersches Feldartillerie-Regiment Nr. 38)

## Dowódcy dywizji (lista niepełna)
- Friedrich Karl von Preußen
- August von Werder
- Georg von der Marwitz